# قطعنامه ۷۳۹ شورای امنیت
قطعنامه ۷۳۹ شورای امنیت سازمان ملل متحد که در تاریخ ۰۵ فوریه ۱۹۹۲ تصویب شد، سندی بین‌المللی دربارهٔ پذیرش اعضای جدید سازمان ملل متحد: مولداوی است. این قطعنامه طی نشست ۳۰۴۷ام تصویب شد.